# Desoxyribonucleoside

Structuurformule van desoxyadenosine.

Een desoxyribonucleotide is een nucleotide waarin een purine- of pyrimidinebase is gekoppeld aan een desoxyribosemolecule. De base kan adenine, cytosine, guanine, thymine of uracil zijn.